# Fiesole
Fiesole (pronuncia: Fièsole, /ˈfjɛzole/) è un comune italiano di 13 814 abitanti della città metropolitana di Firenze in Toscana. 
Dal XIV secolo in poi la città è sempre stata considerata come uno dei borghi più esclusivi di tutta l'area fiorentina e secondo le statistiche la città è stata a lungo il comune più ricco di tutta la Toscana.

## Geografia fisica
dov'or s'infiora la città di Silla,

stagnar livido l'Arno, a lento passo

richiama i francescani un suon di squilla.»
(Giosuè Carducci, Rime nuove, Libro II, Fiesole, vv. 1-4)
La città di Fiesole sorge su un doppio colle che sovrasta le valli dell'Arno e del Mugnone, a circa 6 chilometri da Firenze. Il comune si estende su altri colli confinanti, inglobando numerose frazioni, e arriva a toccare l'Arno nelle frazioni in vallata del Girone, Compiobbi e dell'Anchetta.
- Classificazione sismica: zona 3 (In questa zona i forti terremoti sono meno probabili rispetto alla zona 1 e 2), Ordinanza PCM 3274 del 20/03/2003, aggiornamento al 31/01/2020
- Classificazione climatica: zona E, 2216 GG
- Diffusività atmosferica: bassa, Ibimet CNR 2002

## Storia

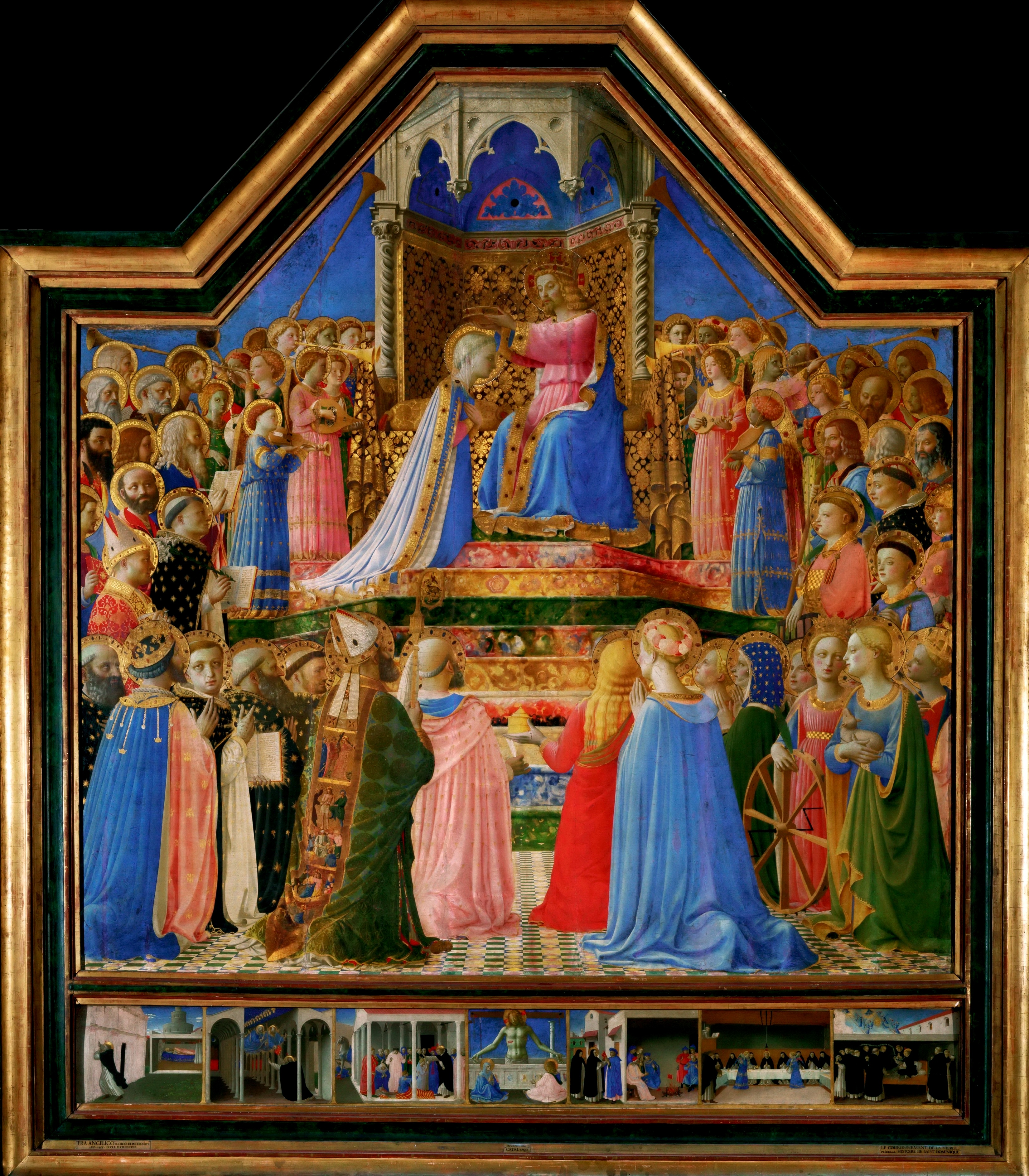
LIncoronazione della Vergine (1434-1435) di Beato Angelico, inizialmente nel convento di San Domenico a Fiesole, oggi nel Louvre a Parigi

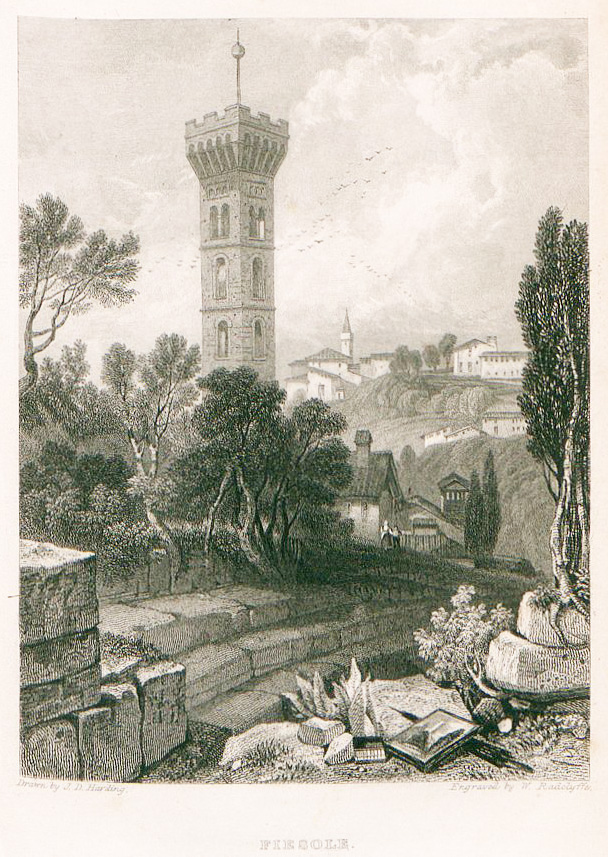
Fiesole, tavola tratta da Tourist in Italy, 1833

Il luogo dove sorge Fiesole fu abitato fin dal Neolitico. Fiesole dal IV secolo a.C. risulta come una delle più importanti città etrusche (in etrusco Vipsul o Visul) alle pendici meridionali dell'Appennino tosco-emiliano. Fu alleata di Roma fin dal III secolo a.C.
Nel 90 a.C. la città si ribellò durante la guerra sociale, venendo poi presa da Lucio Porcio Catone. Poco dopo, per aver parteggiato per Mario, fu occupata da una colonia di veterani di Silla. Nacque così ufficialmente Faesulae romana (da notare il passaggio della "v" etrusca alla "f" latina), centro della regione, che aveva un campidoglio, un foro, un teatro, dei templi, e un impianto termale. Nel 63 a.C. fu favorevole a Catilina, che vi stanziò il suo esercito di congiurati prima della battaglia di Pistoia.
D'ora in poi la città entra nell'orbita romana e cominciano ad esservi costruiti edifici monumentali. L'acropoli si trovava sulla sommità della collina, dove oggi si trova il convento di San Francesco. La città godette di relativa prosperità fino alle invasioni barbariche. Nel 405 Fiesole fu teatro della battaglia che vide la sconfitta dei Goti di Radagaiso da parte di Stilicone.
I vescovi di Fiesole, dal 492, acquisirono il potere politico durante l'alto medioevo, all'epoca dei Bizantini e dei Longobardi. In particolare durante la dominazione longobarda la città iniziò a subire un declino sempre più evidente, coincidente con la crescita dell'influenza economica e politica di Firenze. Una prima distruzione di Fiesole da parte dei fiorentini è un episodio piuttosto leggendario, datato tradizionalmente 1010, e forse va considerato solo come testimonianza implicita dell'allungarsi dell'ombra fiorentina sulla cittadina collinare.
Nel 1125 ci fu invece la conquista reale e da allora Fiesole seguì le sorti della vicina città del giglio. Nel 1325 i fiorentini ripristinarono le mura cittadine, nella paura dell'offensiva di Castruccio Castracani, ribadendo così la notevole importanza strategica del sito. In particolare venne murata la città alta, che dal 1399 ospitò il convento francescano.
In periodo di pace, Fiesole divenne un luogo prediletto per la creazione di ville suburbane fin dall'edificazione della villa Medici, una delle prime in assoluto a sfruttare appieno le prerogative teorizzate da Leon Battista Alberti nel De re aedificatoria. I Medici profusero notevoli ricchezze anche nella ricostruzione della Badia fiesolana.
Durante l'occupazione francese, Fiesole fu oggetto di spoliazioni napoleoniche. L'Incoronazione della Vergine di Beato Angelico in origine presso il convento di San Domenico venne requisita e spedita al Louvre dove ancora oggi si trova a causa delle notevoli dimensioni che ne impedirono la restituzione, pur ottenuta sulla carta durante la Restaurazione.
Dalla fine del Settecento Fiesole fu uno dei luoghi di soggiorno preferiti dagli stranieri in Italia, che acquistarono le ville già della nobiltà fiorentina, ristrutturandole e dotandole di meravigliosi giardini. Oltre a un innumerevole numero di stranieri di passaggio, la cittadina ospitò anche una nutrita comunità di cittadini nordeuropei e statunitensi. Tra questi vanno ricordati William Spence, che visse proprio a villa Medici ospitandovi una nutrita colonia di preraffaelliti inglesi; il pittore Arnold Böcklin, che morì alla villa Bellagio; John Temple Leader, che ricreò il sogno di un medioevo romantico al castello di Vincigliata. Quel periodo, rievocato in film come Camera con vista o Un tè con Mussolini, si interruppe bruscamente alla vigilia della Seconda guerra mondiale, quando gli stranieri rimpatriarono per l'ostilità del regime fascista verso le nazionalità "non-amiche".

Durante la seconda guerra mondiale nell'agosto del 1944, Fiesole fu teatro dell'episodio dei cosiddetti Martiri di Fiesole. Alla fine del mese prese corpo l'iniziativa dei partigiani della Brigata Buozzi che riuscirono a entrare, il 1 settembre, nel centro abitato. In quei giorni i tedeschi minarono anche le cantine del Seminario che tuttavia, con la loro struttura a volta, ammortizzarono l'esplosione. A lungo, dopo la ritirata tedesca, restò il pericolo per le mine da loro lasciate in campi, giardini, case private così come nella base del campanile della Badia fiesolana. I danni al patrimonio artistico di Fiesole riguardarono in particolare il Duomo, il Museo Bandini, il convento di San Francesco, la chiesa di Sant'Alessandro, poi oggetto di restauri negli anni seguenti.

### Simboli
Lo stemma è stato riconosciuto con DCG del 29 novembre 1942.
Il gonfalone, concesso assieme al titolo di Città con DPR dell'11 settembre 2001, è un drappo di bianco.

## Monumenti e luoghi d'interesse

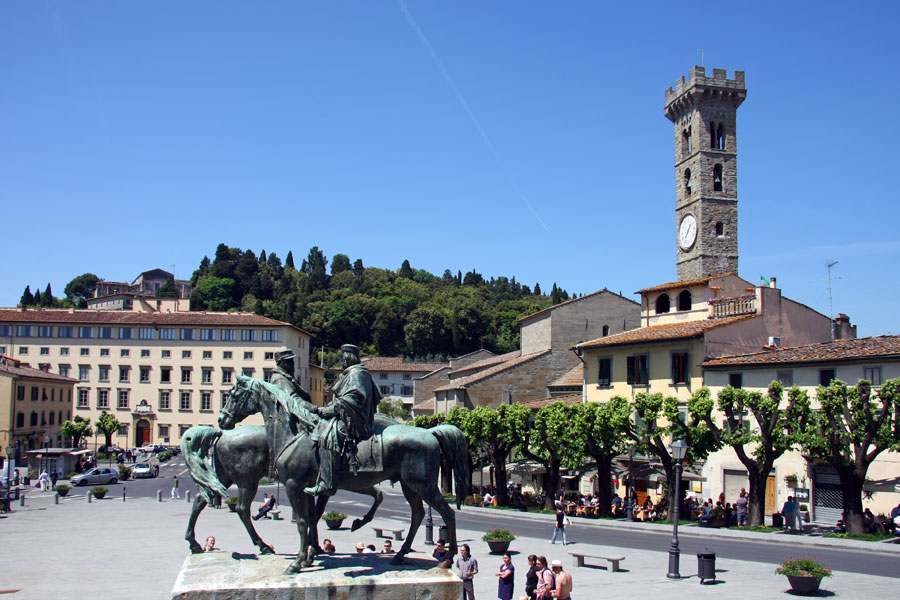
Piazza Mino

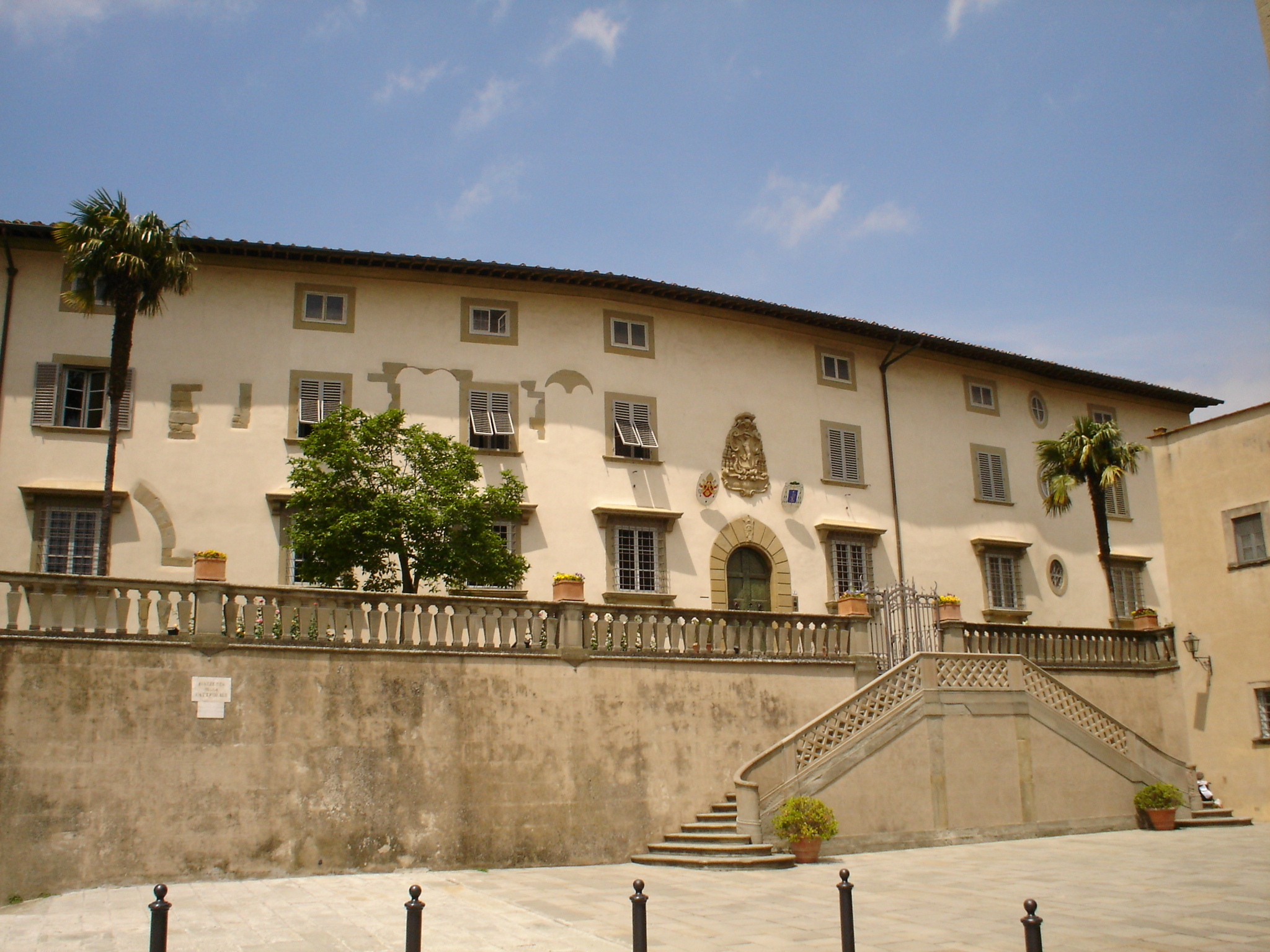
Il Palazzo Vescovile

Centro del capoluogo è piazza Mino da Fiesole, dove si trovano l'imponente cattedrale romanica, il palazzo Altoviti (oggi sede del seminario vescovile) e il Comune.
Al termine di una ripida e breve salita che inizia nel lato ovest della piazza è situata la chiesa di San Francesco.
Sempre nei pressi di piazza Mino, ma in direzione nord, si trova l'entrata al teatro romano. Oltre al teatro, perfettamente conservato, si trovano i resti di una necropoli, di terme romane e di alcuni altri edifici di epoca tardo-imperiale. Il teatro è sede di una stagione teatrale e musicale estiva nota come Estate Fiesolana
A pochi metri dall'area archeologica si trova l'entrata del Museo Bandini, dove è conservata un'importante e ampia collezione di ceramiche dei Della Robbia.

### Architetture religiose

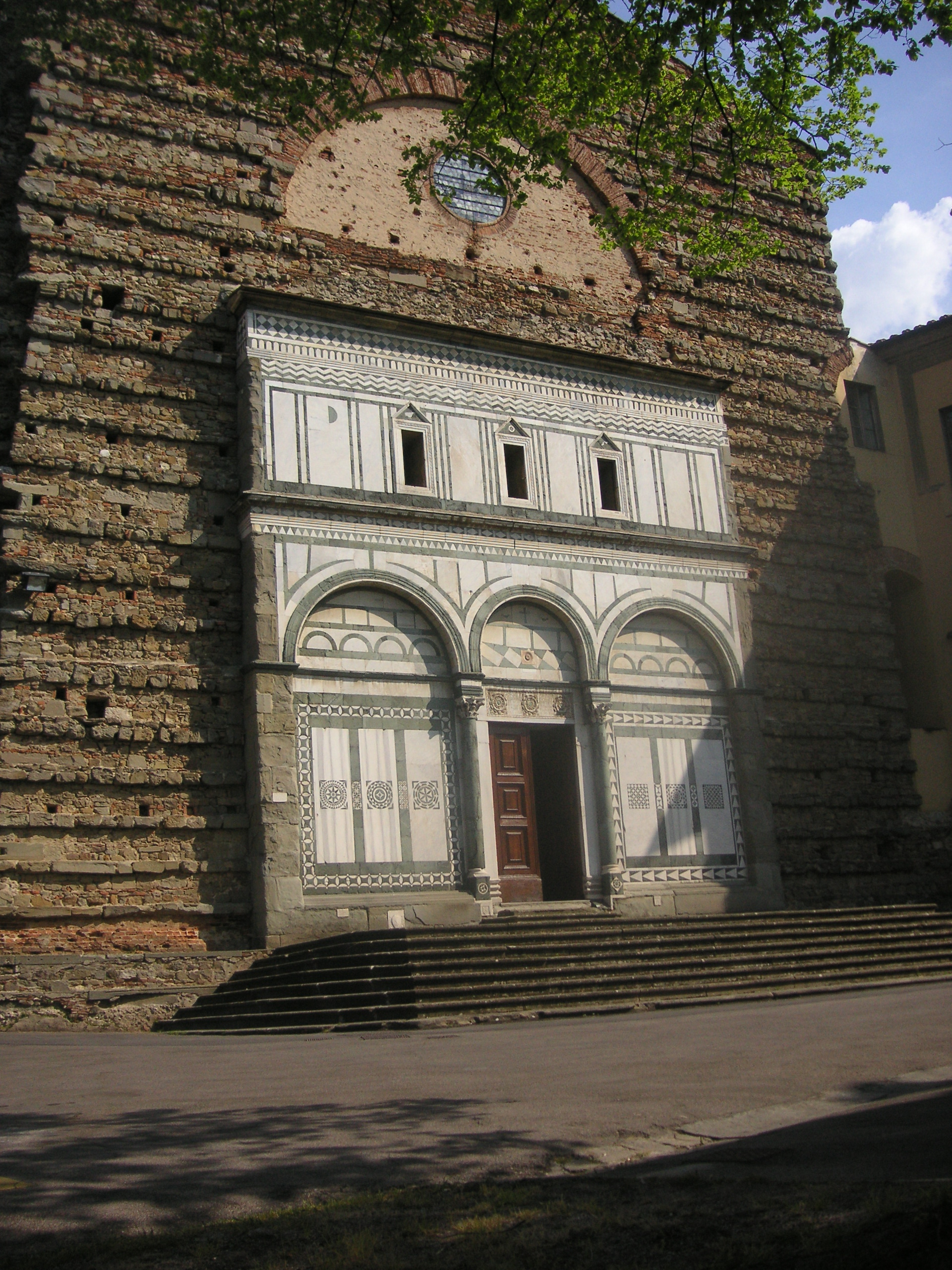
La facciata della Badia fiesolana

- Duomo di Fiesole (Cattedrale di San Romolo)
- Badia Fiesolana
- Basilica di Sant'Alessandro (sconsacrata)
- Chiesa di San Bernardino a Borgunto
- Oratorio del Santissimo Crocifisso di Fontelucente
- Convento di San Domenico
- Convento di San Francesco
- Chiesa di San Girolamo
- Chiesa di San Giuseppe Artigiano
- Chiesa di Sant'Ilario a Montereggi
- Chiesa di San Jacopo al Girone
- Oratorio di San Jacopo
- Chiesa di Santa Maria Assunta
- Convento di Santa Maria Maddalena a Caldine
- Chiesa di Santa Maria Primerana
- Chiesa di Santa Maria a Vincigliata
- Chiesa di San Martino a Maiano
- Chiesa di San Martino a Terenzano
- Ex convento di San Michele a Doccia (sconsacrato)
- Chiesa di San Michele a Muscoli
- Chiesa di San Pietro a Quintole
- Seminario vescovile di Fiesole
- Palazzo vescovile
- Tabernacolo del Poggerello
- Cimitero di Fiesole
- Florence War Cemetery

### Architetture civili

#### Palazzi
- Palazzo Pretorio, di origine trecentesca, cela la sua vera età che non traspare dalla sua facciata esterna che si affaccia sulla centrale piazza Mino. La prima impressione è di trovarsi di fronte a una costruzione rinascimentale a causa della loggia corredata di colonne in pietra serena che vedono una corrispondenza nella terrazza superiore. L'aspetto odierno è dovuto a successivi restauri iniziati fin dal 1436. Così come Fiesole fu comune e successivamente sede di una podesteria, parallelamente si possono ritrovare tracce di questo passato all'interno del palazzo. Nei successivi anni fu adibito a varie funzioni fungendo da scuola, municipio e museo. Sulla facciata sono presenti stemmi che ricordano, non solo i vari podestà che si sono alternati alla guida della città, ma anche il periodo comunale precedente.

#### Ville

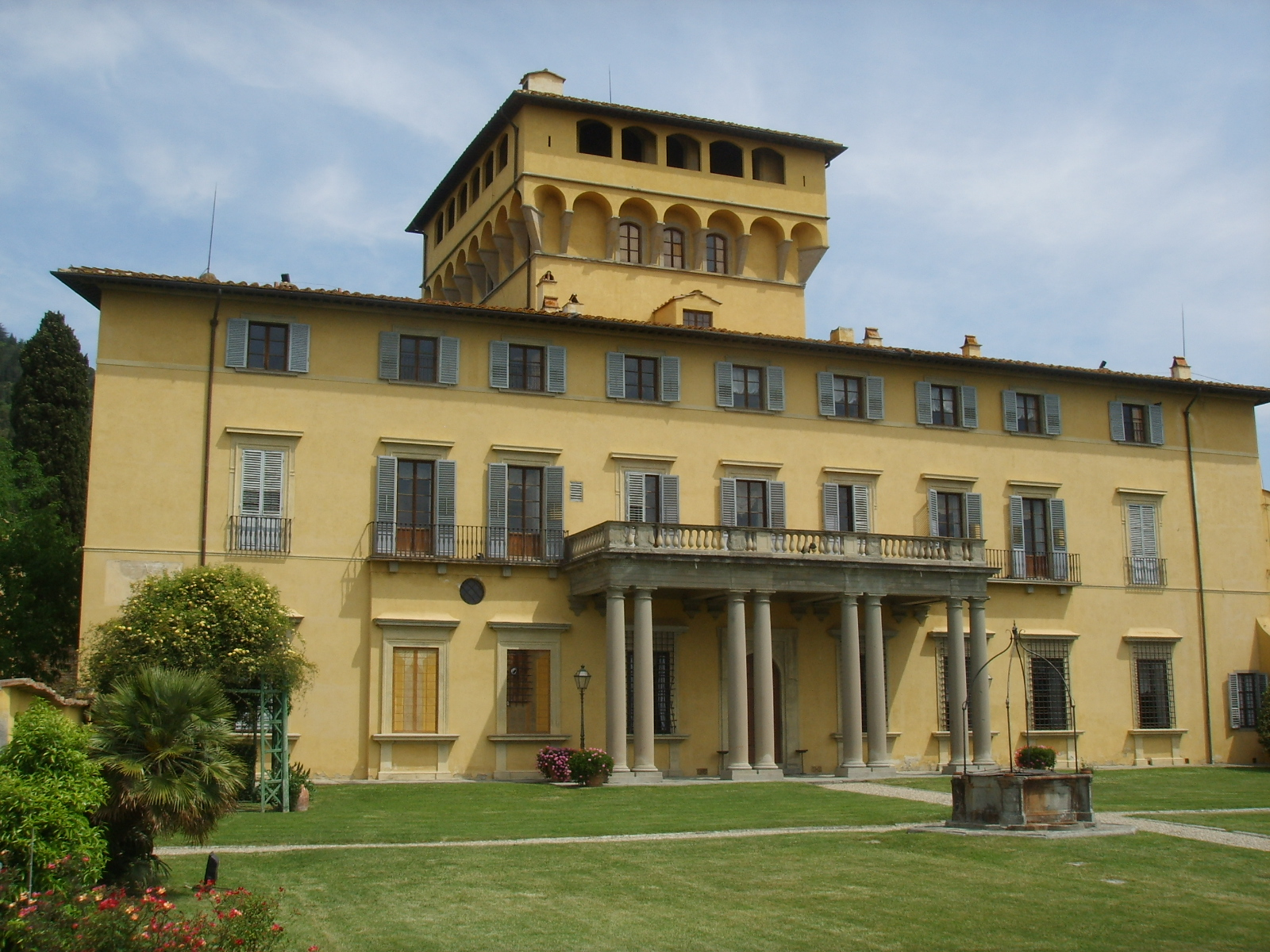
La villa di Maiano

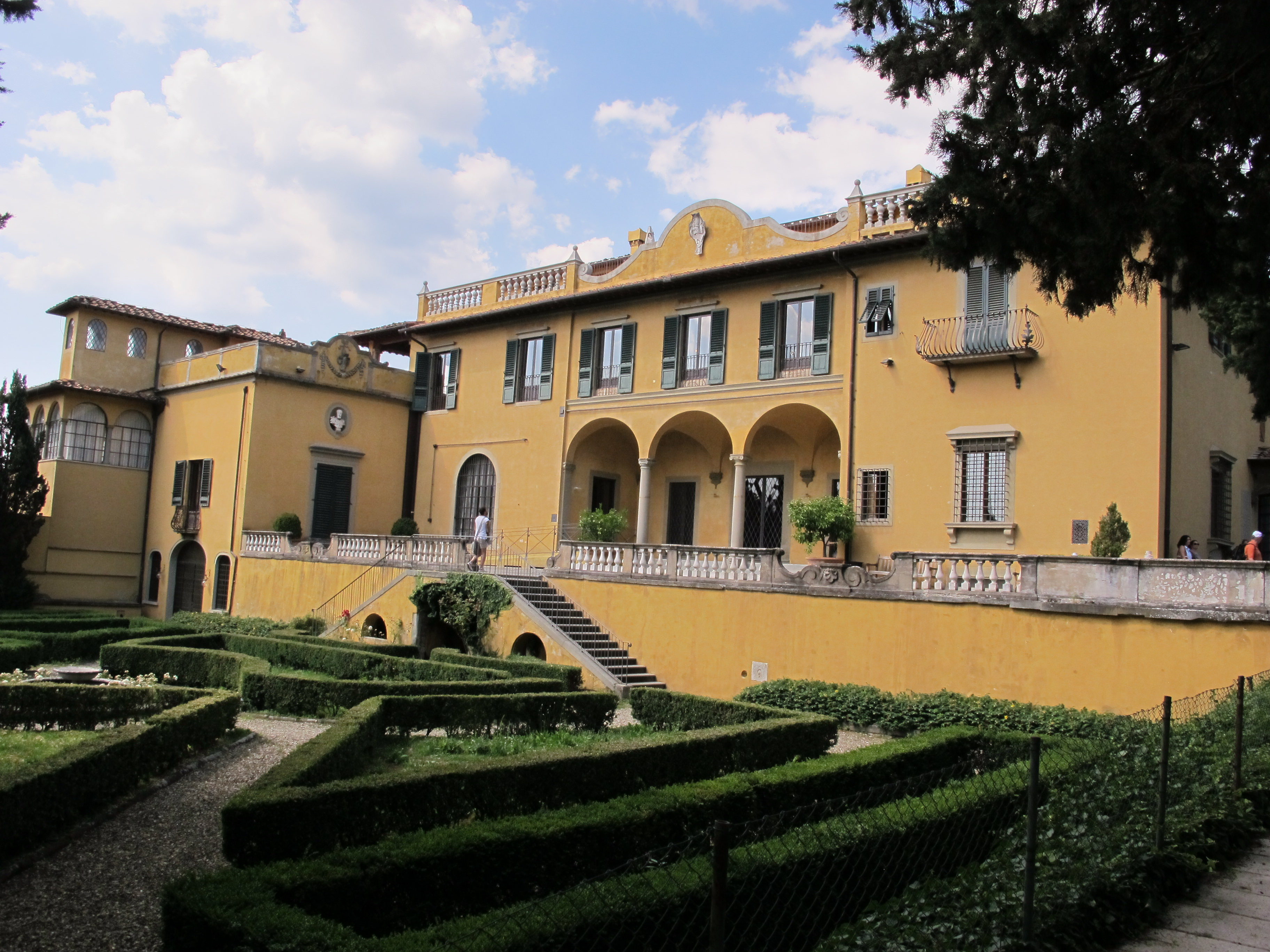
Villa Schifanoia, una delle sedi dell'Istituto Universitario Europeo

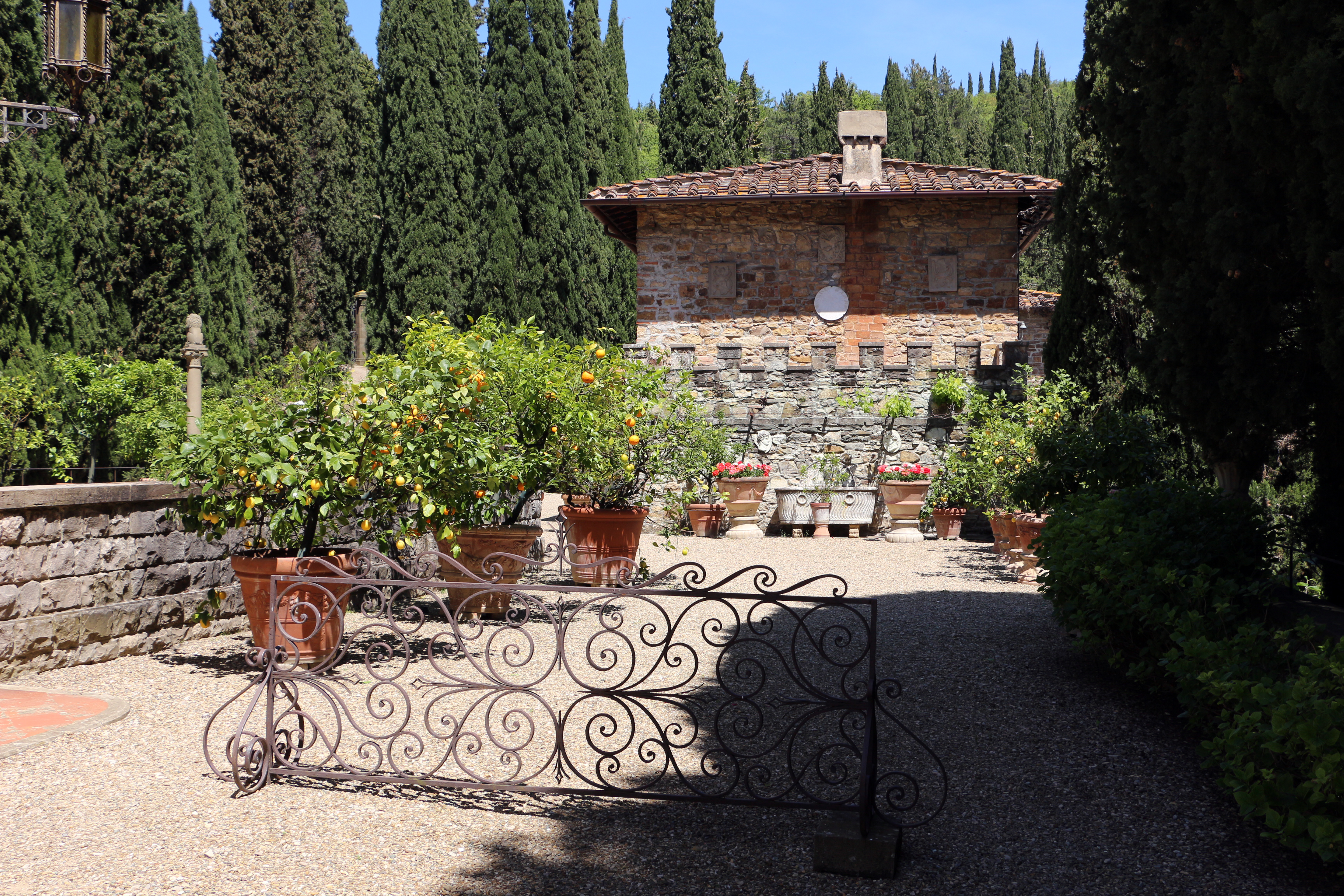
Villa Peyron al bosco di Fontelucente

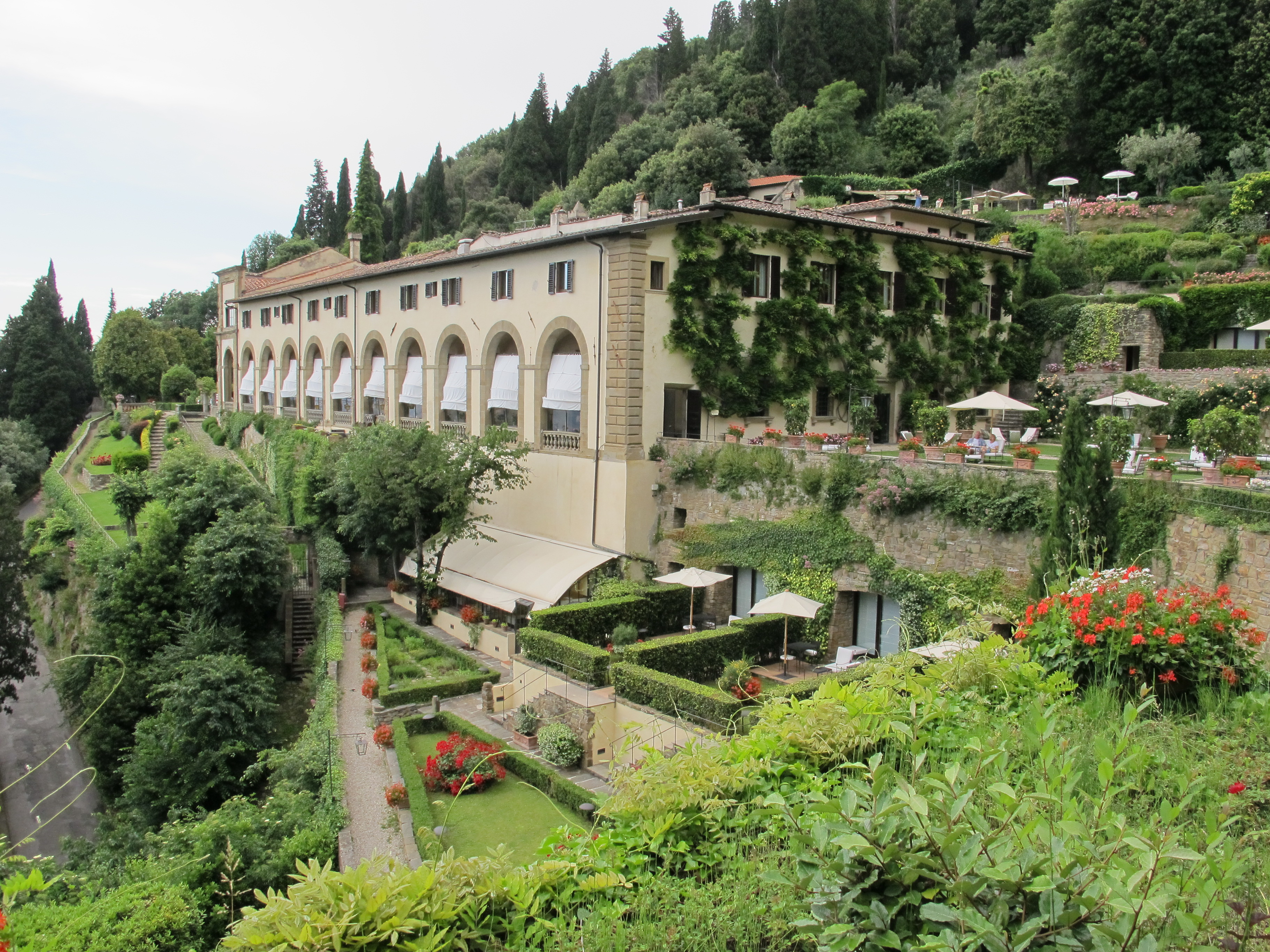
Villa San Michele

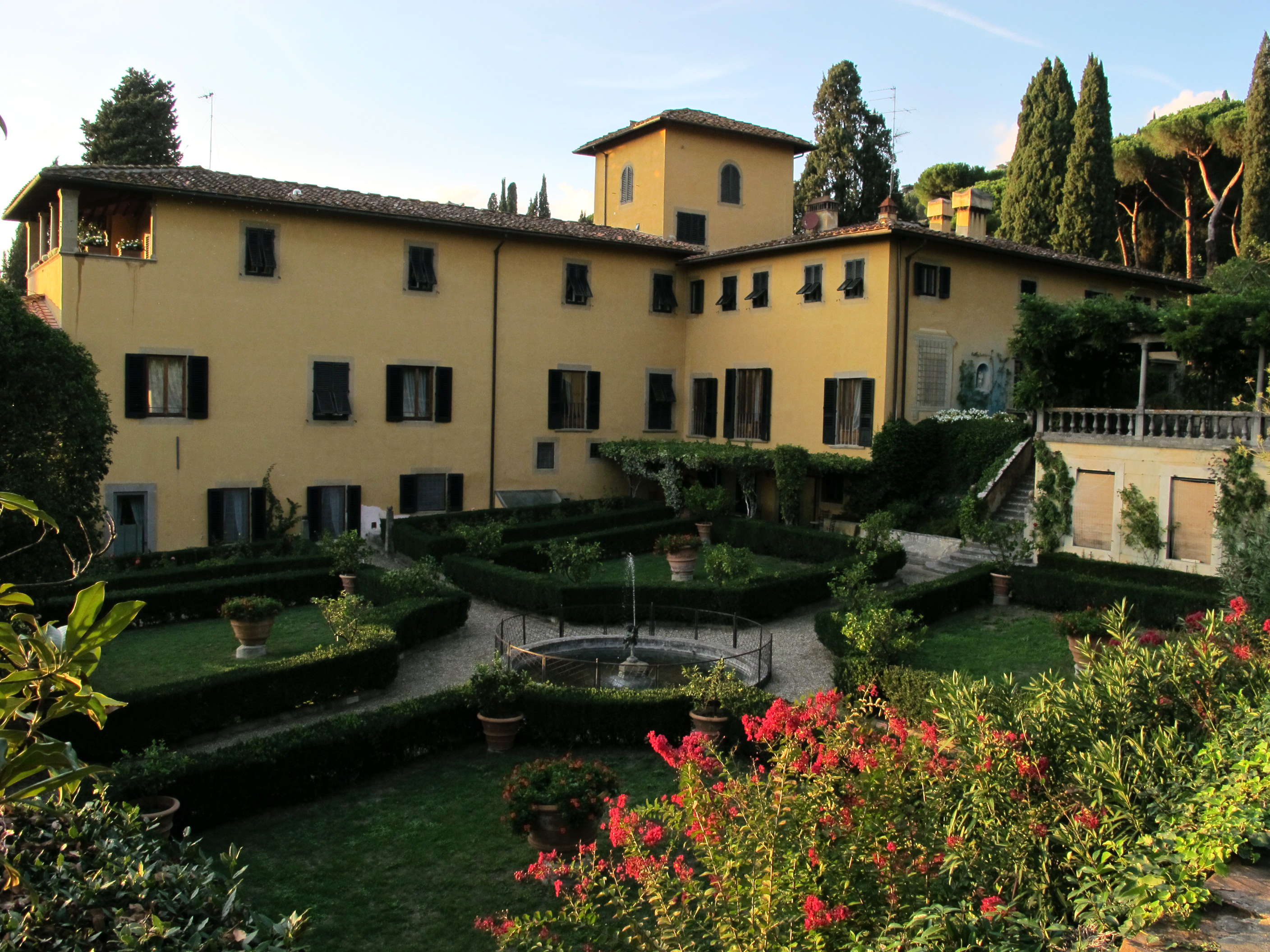
Villa Sparta, ex residenza della famiglia reale greca

- Fonte Lucente (Villa il Bosco di Fonte Lucente) in via di Vincigliata, 2
- Villa Albizi o del Teatro in via Vecchia Fiesolana, 70
- Villa di Bagazzano in via di Bagazzano, 6
- Villa Le Balze in Vecchia Fiesolana, 2
- Villa Bellagio in via Mantellini, località San Domenico
- Villa Bencistà in via Benedetto da Maiano, 4
- Villa Benvenuti in via Vecchia Fiesolana, 70
- Villa Bezzuoli in via Fontelucente
- Villa Le Falle in via di Valle, 2
- Villa La Fontanella in via delle Fontanelle, 27/A
- Villa La Fonte o Belriposo in via delle Fontanelle, 18
- Villa Galardi in via dei Bassi, 9
- Villa del Garofano in via delle Forbici
- Villa di Maiano in via del Salviatino, 1
- Villa Manetti in via San Michele a Muscoli, 6
- Villa Marsilio Ficino in via del Salviatino, 11
- Villa Martello in via Benedetto da Maiano
- Villa Medici di Fiesole o Belcanto in via Beato Angelico, 2-4
- Villa Montegirone in via Montegirone, 4
- Villa Montececeri in via Corsica, 54
- Villa Il Palagio di Maiano in via Benedetto da Maiano
- Villa Palagio Vecchio in via Bosconi, 52
- Villa Papiniano in via Vecchia Fiesolana, 65
- Villa di Poggio Gherardo in via di Poggio Gherardo
- Villa Il Poggione in via di Valle, 20-22
- Villa Il Rinuccino in via Ferrucci, 43
- Villa Il Riposo dei Vescovi o Nieuwenkamp in via Vecchia Fiesolana, 62
- Villa Rondinelli in via Vecchia Fiesolana, 21
- Villa Il Roseto in via Beato Angelico, 15
- Villa San Michele a Doccia in via Doccia, 4
- Villa Schifanoia in via Giovanni Boccaccio, 121
- Villa Sparta in via delle Fontanelle, 21
- Villa Taddei in via delle Fontanelle, 23/a
- Villa I Tatti in via di Vincigliata, 26
- Villa La Torraccia in via delle Fontanelle, 24

### Architetture militari
- Mura di Fiesole

#### Castelli
- Castel di Poggio in via di Vincigliata, 4
- Castello di Vincigliata in via di Vincigliata, 13

### Siti archeologici
- Area archeologica di Fiesole (teatro, terme, tempio e Museo archeologico)
- Tombe etrusche di via del Bargellino

### Altro
- Piazza Mino da Fiesole
- Fonte Sotterra
- Monumento ai Tre Carabinieri

## Società

### Evoluzione demografica
Abitanti censiti

### Etnie e minoranze straniere
Secondo i dati ISTAT al 31 dicembre 2010 la popolazione straniera residente era di 1 137 persone. Le nazionalità maggiormente rappresentate in base alla loro percentuale sul totale della popolazione residente erano:
- Romania 222 1,55%

## Cultura
Fiesole dà sede a importanti istituzioni culturali, come l'Istituto Universitario Europeo o EUI (nell'ex-Badia Fiesolana), la Scuola di Musica di Fiesole nella villa La Torraccia, l'Università di Harvard a villa I Tatti, la Georgetown University a villa Le Balze, l'Accademia Musicale Lizard, la Fondazione Primo Conti e la Fondazione Giovanni Michelucci.

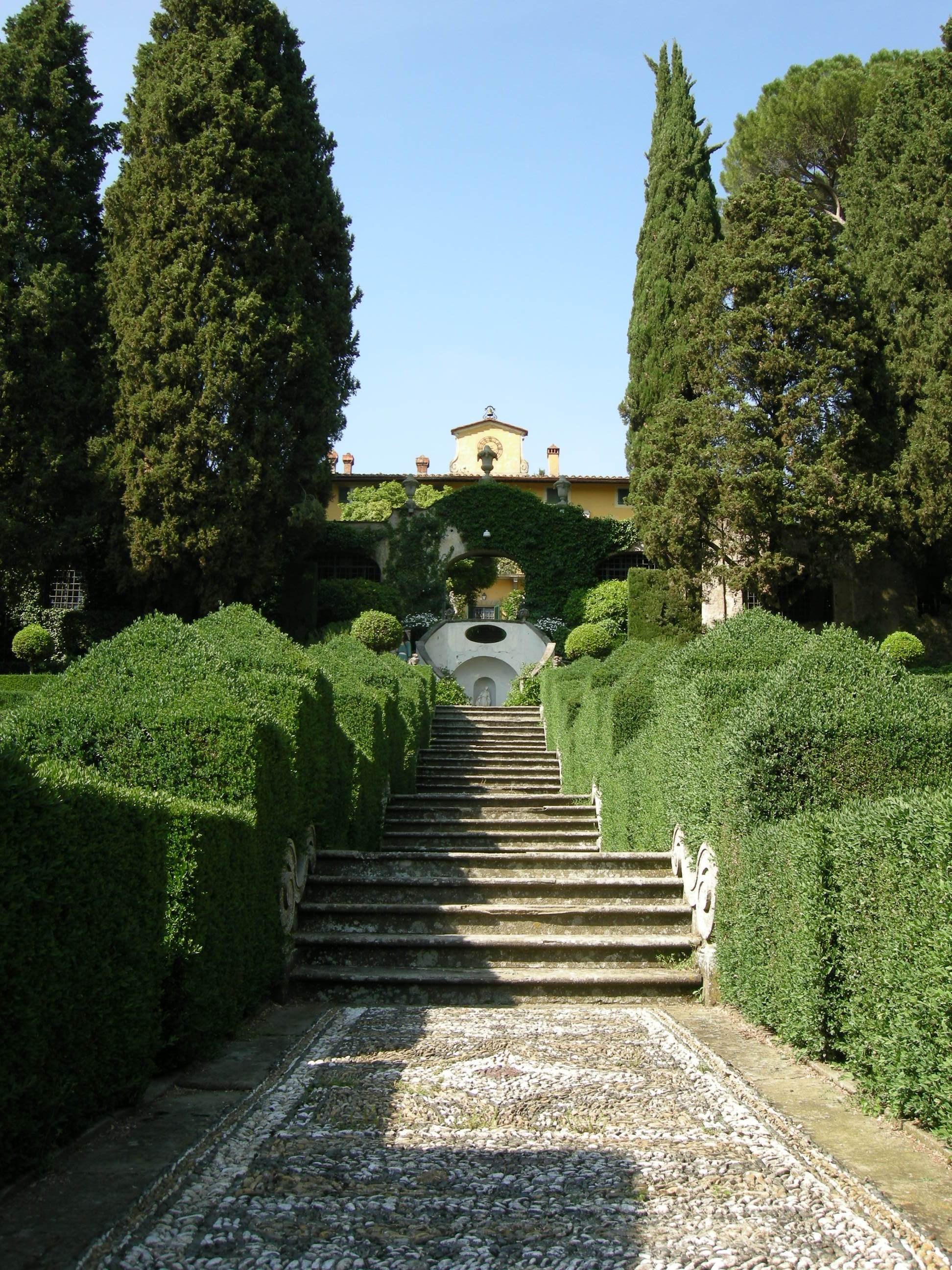
Villa I Tatti, sede dell'Università di Harvard a Firenze

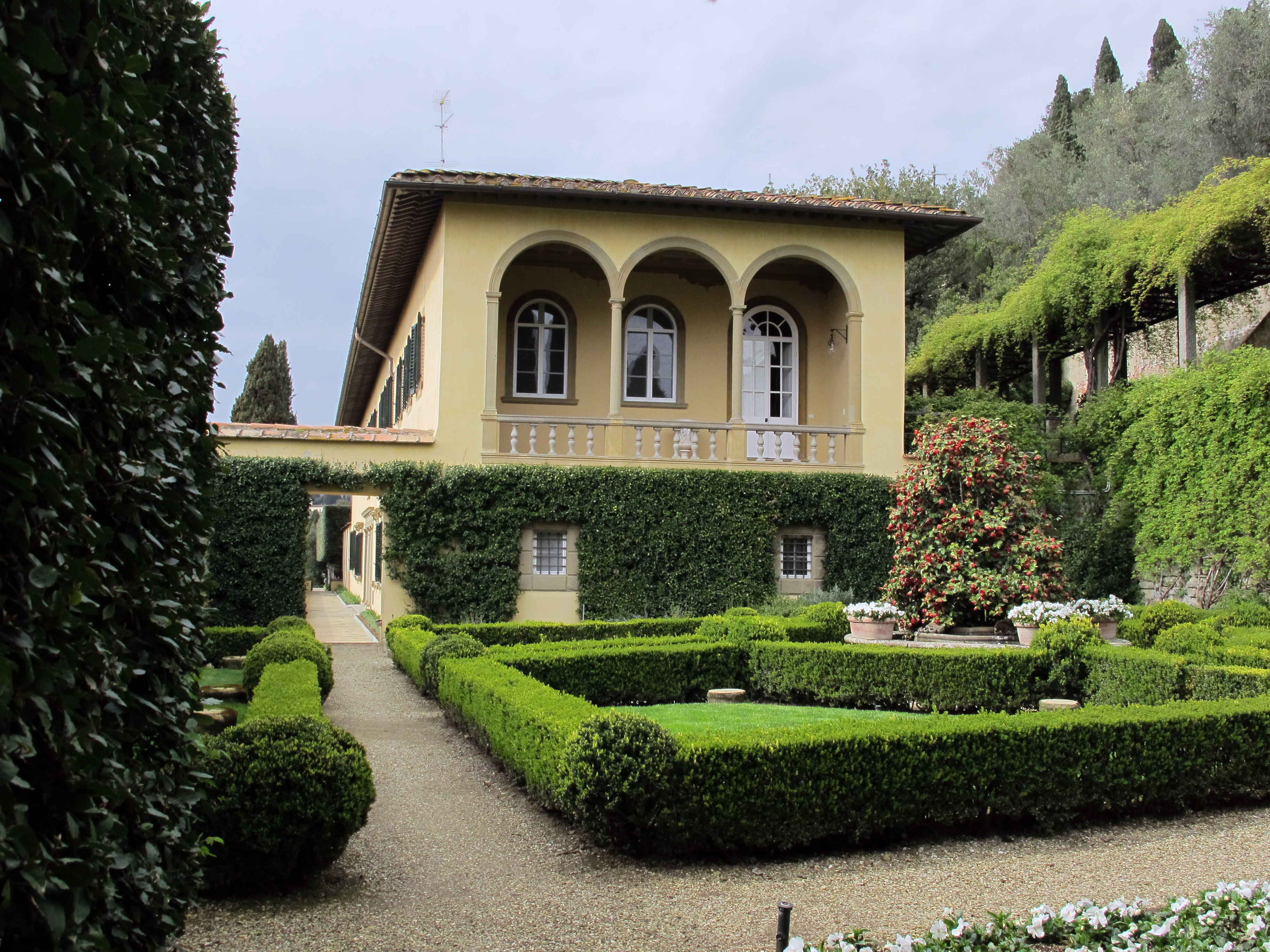
Villa Le Balze, sede dell'Università di Georgetown a Firenze

Sia il Comune che i musei diocesani organizzano mostre d'arte. L'Estate fiesolana ha un ricco cartellone di musica classica e opera, che ha luogo al Teatro romano o in altri luoghi.
Con il XIV congresso cattolico, tenutosi in questa città nel 1896, venne fondata ufficialmente la “Federazione Universitaria Cattolica Italiana”, in sigla FUCI. Di lì a poco si formarono circoli aderenti alla Federazione nei maggiori atenei italiani.
La cittadina è stata citata in opere di letteratura. Ad esempio Fiesole e la valle di San Clemente sono descritte nel Peter Camenzind di Hermann Hesse (1904). Inoltre viene anche descritta nel romanzo Camera con vista dello scrittore inglese E. M. Forster (1908).
Ogni anno si tiene a Fiesole un importante premio letterario: il Premio Fiesole Narrativa Under 40.

### Istruzione
A Fiesole si trova l'istituto comprensivo "E. Balducci" (prec. Mino da Fiesole), il quale comprende una scuola primaria e una secondaria di primo grado.

#### Musei
- Scavi e museo archeologico comunale
- Museo Bandini
- Museo d'arte sacra di Fiesole
- Museo e Fondazione Primo Conti

### Media

#### Radio
- Radio Montebeni
- Radio Shout

## Infrastrutture e trasporti

### Strade
La principale strada che attraversa il territorio comunale è la SR302 Brisighellese-Ravennate.
Il collegamento con Firenze avviene con la SP53 (Via di San Domenico) e con strade comunali.
Un altro collegamento con Firenze avviene con la "Vecchia Fiesolana", strada che porta direttamente da San Domencio a Piazza di Fiesole.
Via Francesco Ferrucci è la principale strada che porta all'Olmo.

### Ferrovie
Trenitalia è l'unico gestore operante su Fiesole, e si occupa dei collegamenti con Firenze, Borgo San Lorenzo e Arezzo attraverso le stazioni di Fiesole-Caldine e Compiobbi.

### Mobilità urbana
I trasporti urbani ed extraurbani sono costituiti da linee autobus gestite da Autolinee Toscane, l'azienda per la mobilità della Regione Toscana, che si occupa sia del collegamento con Firenze sia di quelli con le frazioni.
Dal 1884 Fiesole fu raggiunta dalla Tranvia Firenze-Fiesole, esercitata a cavalli poi a vapore, nota per essere infine diventata la prima tranvia elettrica d'Italia.
Oggi Fiesole è raggiungibile con il trasporto pubblico con l'autobus di linea nr. 7, che ha il capolinea a Firenze in piazza della Libertà. Fino al 1973 tale collegamento era filoviario, facente parte della Rete filoviaria di Firenze, che aveva il suo capolinea a Firenze in piazza San Marco.

## Amministrazione
Di seguito è presentata una tabella relativa alle amministrazioni che si sono succedute in questo comune.
| Periodo         | Periodo        | Primo cittadino    | Partito                                                       | Carica  | Note   |
| --------------- | -------------- | ------------------ | ------------------------------------------------------------- | ------- | ------ |
| 14 agosto 1985  | 16 luglio 1990 | Aldo Frangioni     | Partito Comunista Italiano                                    | Sindaco | [ 18 ] |
| 25 luglio 1990  | 9 gennaio 1993 | Aldo Frangioni     | Partito Comunista Italiano Partito Democratico della Sinistra | Sindaco | [ 18 ] |
| 3 febbraio 1993 | 24 aprile 1995 | Alessandro Pesci   | Partito Democratico della Sinistra                            | Sindaco | [ 18 ] |
| 8 maggio 1995   | 14 giugno 1999 | Alessandro Pesci   | Partito Democratico della Sinistra Democratici di Sinistra    | Sindaco | [ 18 ] |
| 14 giugno 1999  | 14 giugno 2004 | Alessandro Pesci   | Democratici di Sinistra                                       | Sindaco | [ 18 ] |
| 15 giugno 2004  | 8 giugno 2009  | Fabio Incatasciato | Lista civica di centro-sinistra                               | Sindaco | [ 18 ] |
| 8 giugno 2009   | 26 maggio 2014 | Fabio Incatasciato | Lista civica di centro-sinistra                               | Sindaco | [ 18 ] |
| 26 maggio 2014  | 27 maggio 2019 | Anna Ravoni        | Lista civica                                                  | Sindaco | [ 18 ] |
| 27 maggio 2019  | in carica      | Anna Ravoni        | Lista civica                                                  | Sindaco | [ 18 ] |

### Gemellaggi
L'8 giugno 2015 è stato siglato un Patto di amicizia con il Comune Francese di Bouc-Bel-Air (Provenza) firmato dal sindaco di Fiesole Anna Ravoni e dal sindaco francese Richard Mallié.
Il 30 aprile 2014 è stato siglato un patto d’amicizia fra i Comuni di Fiesole, Pastrengo, Sanfront e Fiumicino. I comuni, benché geograficamente distanti, sono uniti da episodi gloriosi che hanno visto protagonista l’Arma dei Carabinieri. La firma del patto è stata effettuata in coincidenza con il bicentenario della fondazione dell’Arma.

## Sport
Ha sede nel comune la società di calcio Fiesole 2014 Calcio, nata nel 2014. Tornata nel calcio dilettantesco nella stagione 2015/2016 con la vittoria del campionato di 3ª categoria e la stagione successiva nuovamente vincente nella 2ª categoria. Nel 2022/2023 ottiene il passaggio in Prima Categoria Toscana, sia per la prima squadra che per i settori giovanili.